# Josef Bartl
Josef Bartl (ur. 1918, data śmierci nieznana) – zbrodniarz nazistowski, członek załogi niemieckiego obozu koncentracyjnego Mauthausen-Gusen i SS-Rottenführer.
Członek Waffen-SS od 13 września 1943. Od 1 listopada 1944 do 21 grudnia 1944 był strażnikiem w Linz III, podobozie KL Mauthausen. Bił podległych mu więźniów, szczególnie narodowości żydowskiej.   
W procesie załogi Mauthausen-Gusen (US vs. Josef Bartl i inni) skazany został przez amerykański Trybunał Wojskowy w Dachau na 3 lata pozbawienia wolności.